# Jeglesgraben
Der Jeglesgraben ist ein knapp über zwei Kilometer langer Bach des Südschwarzwaldes in Baden-Württemberg, der am Hang des Zeller Blauen entspringt und in Zell im Wiesental im Landkreis Lörrach von rechts und Norden in den Gewerbekanal des Kraftwerks Schappe (GKZ 232-536) mündet, der sich seinerseits nach rund 400 Metern von rechts in die Wiese ergießt.

## Geographie

### Verlauf
Der Jeglesgraben entspringt am Südhang des Zeller Blauen etwa auf halber Strecke zwischen dem Weiler Blauen im Westen und dem Zinken Helblingsmatt im Osten. Die Quelle liegt wenig unterhalb der Verbindungsstraße von Blauen nach Pfaffenberg. Von dort fließt er in weitestgehend südlicher Richtung in seinem engen Tal Richtung Wiese.
Bis zum Erreichen des nördlichen Rands des Zeller Wohngebiets Am Leisenberg münden von links fünf kleinere, namenlose Bäche. Im Bereich der Bebauung ist er weitgehend kanalisiert, hier mündet gegenüber dem Zeller Freibad der Zusammenfluss zweier Bäche von rechts in den Jeglesgraben, die am Ost- bzw. Südosthang des Hirschbühls entstehen und vereint zuletzt schon im bebauten Bereich einen etwa 8 Ar großen Teich durchlaufen.
Wasser des Jeglesgrabens wird im Primärkreislauf der Wärmepumpe verwendet, die das Zeller Freibad beheizt. Im weiteren Verlauf ist er stellenweise eingedolt und quert so auch die Schönauer Straße. Etwas 70 Meter nach der Ausleitung des Gewerbekanals (GKZ 232536) aus der Wiese mündet er in diesen, sein Wasser fließt so durch das Laufwasserkraftwerk Schappe in die Wiese. Direkt gegenüber mündet der Freigraben in die Wiese.
Mittels einer Stellfalle kann das Wasser des Jeglesgrabens einige Meter flussabwärts der Stelle, wo er gewöhnlich in den Gewerbekanal einfließt, aus dessen Bett direkt in die Wiese eingeleitet werden. So kann der Gewerbekanal für Wartungsarbeiten längstenteils wasserfrei gehalten werden.

### Einzugsgebiet
Das naturräumlich zum Südschwarzwald gehörende Einzugsgebiet ist etwa 1,9 km² groß und liegt vollständig im Stadtgebiet von Zell im Wiesental. Der höchste Punkt des Einzugsgebiets liegt auf dem Zeller Blauen auf 1077 m ü. NHN.
Die Einzugsgebiete der folgenden Nachbargewässer grenzen an:
- Im Norden grenzt kurz das Einzugsgebiet des noch höher zur Wiese entwässernden Biegenbachs an;
- im Nordosten fließt die Brunnenstubenquelle unmittelbar oberhalb ebenfalls zur Wiese;
- im Westsüdwesten konkurriert jenseits des Hirschbühl-Sporns der Himmelsbach mit seinem Oberlauf Kimelsbach, der unmittelbar nach dem Jeglesgraben in die Wiese mündet.

### Zuflüsse
Liste der Zuflüsse von der Quelle zur Mündung (abgefragt oder abgemessen auf der amtlichen Gewässerkarte):
- (Namenloser Hangwaldzufluss), von links und Norden, Länge ca. 100 m, mündet auf etwa 680 m ü. NHN, entspringt auf etwa 700 m ü. NHN In den Gräben;
- (Namenloser Hangwaldzufluss), von links und Norden, Länge ca. 160 m, mündet auf etwa 650 m ü. NHN, entspringt auf etwa 712 m ü. NHN In den Gräben;
- (Namenloser Hangwaldzufluss), von links und Osten, Länge ca. 420 m, mündet auf etwa 580 m ü. NHN, entspringt auf etwa 673 m ü. NHN am Westhang des Leisenbergs unterhalb von Helblingsmatt,  Einzugsgebiet ca. 0,5 km²;
- (Namenloser Hangwaldzufluss), von links und Nordosten, Länge ca. 180 m, mündet auf etwa 523 m ü. NHN, entspringt auf etwa 670 m ü. NHN am Westhang des Leisenbergs;
- (Namenloser Hangwaldzufluss), von links und Osten, Länge ca. 310 m, mündet auf etwa 480 m ü. NHN am Siedlungsrand von Zell, entspringt auf etwa 573 m ü. NHN am Südwesthang des Leisenbergs ;
- „NN-WD2“ *, DGKZ: 23253622, Länge ca. 1,2 km, Einzugsgebiet ca. 0,5 km², mündet von rechts und Westen auf etwa 455 m ü. NHN beim Zeller Freibad, entspringt auf etwa 680 m ü. NHN am Osthang des Hirschbühls;
  - „NN-TM5“ *, DGKZ: 232536222, Länge ca. 710 m, Einzugsgebiet ca. 0,2 km², mündet von rechts und Westen in den Bach „NN-WD2“ auf etwa 458 m ü. NHN;
  - durchfließt ca. 30 m nach der Mündung von „NN-TM5“ und gut 50 Meter vor seiner Mündung in den Jeglesgraben einen Teich auf etwa 457 m ü. NHN an der Siedlungsstraße Möhrenblick in Zell, mit etwa 8 a.

### Flusssystem Wiese
- Fließgewässer im Flusssystem Wiese

## Fotos

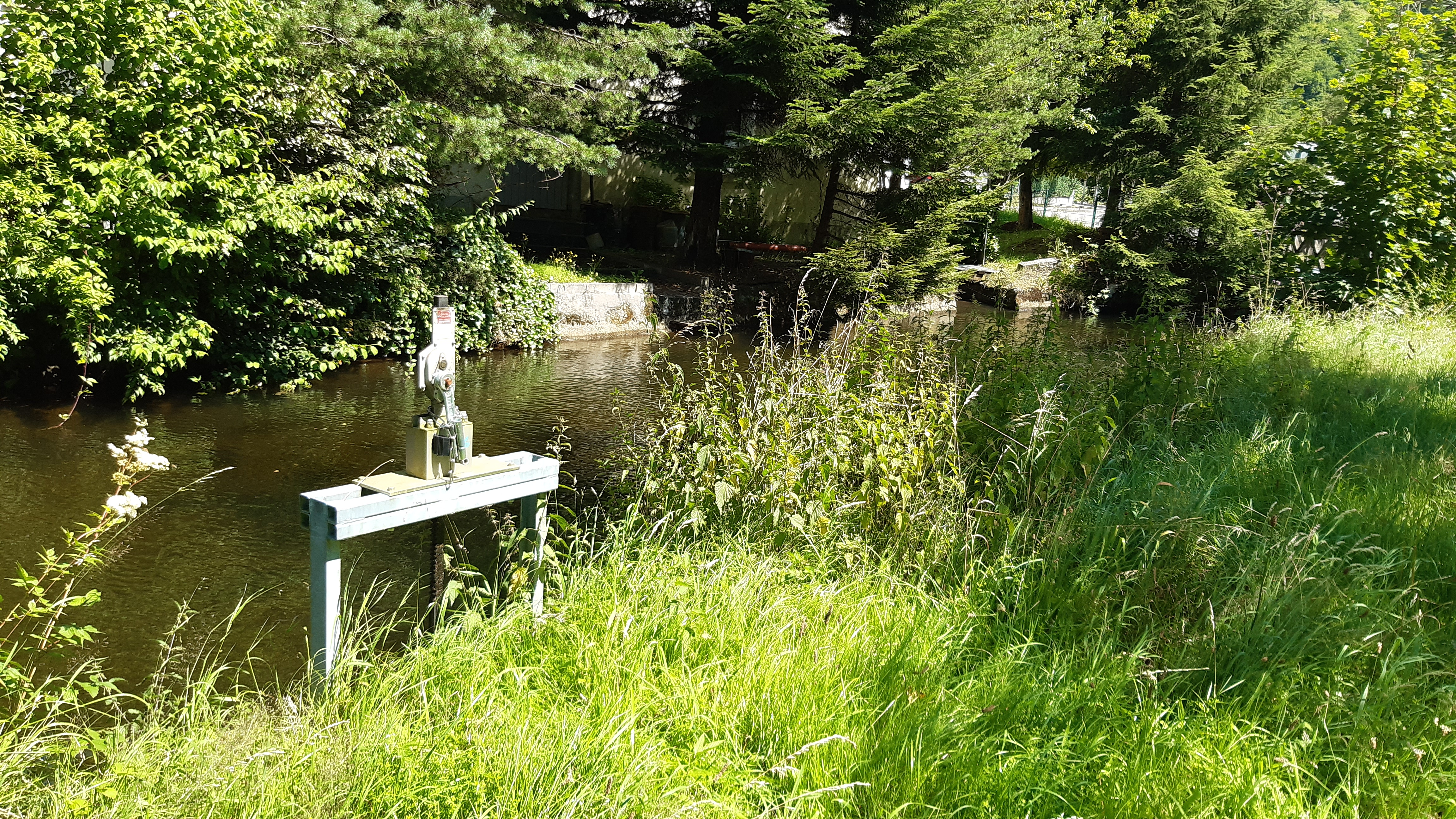
Im Vordergrund die Stellfalle für den Abfluss des Jeglesgrabens direkt zur Wiese, rechts im Hintergrund die Mündung in den Kanal.
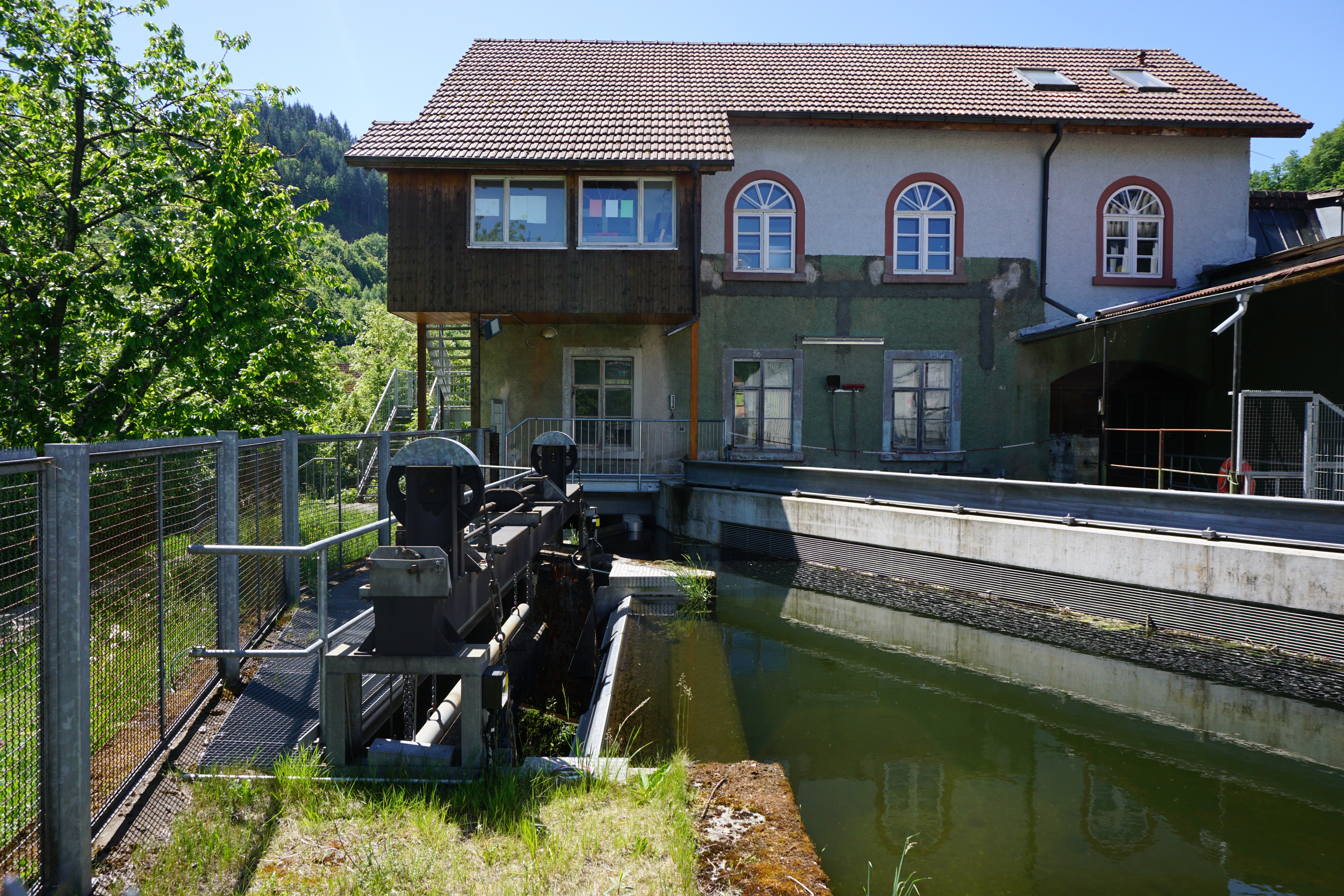
Laufwasserkraftwerk Schappe, Oberkanal und Einlauf in das Maschinenhaus, rund 260 Meter nach der Mündung des Jeglesgrabens.